# Волоочко співоче
Волоочко співоче (Troglodytes aedon) — дрібний птах родини воловоочкових, який мешкає в Америці. Відомий тим, що знищує яйця інших птахів, що гніздяться в дуплах, чим сприяє витісненню цих видів з їх природних місць мешкання.

## Опис
Дрібний птах довжиною 10-13 см, і вагою 10-12 м . Оперення верхньої частини буре низ рудувато бурий або сірувато-бурий. На крилах і хвості темні поперечні смуги. Крила короткі, закруглені. Хвіст часто піднятий вгору. Дзьоб шилоподібний, тонкий, злегка загнутий донизу. На бровах нечітко-виражені бліді смужки. Ноги сильні, рожевого кольору. Статевий диморфізм не виражений
Пісні черкана не дуже складні. Потурбований птах здіймає багато шуму.
Віддає перевагу рідколіссю колючим чагарникам, лісовим галявинам, занедбаним фермам. Часто селиться поблизу людського житла.
Поширений в Америці від Канади до Вогненної Землі. Птахи, які мешкають у Північній Америці, взимку мігрують на південь до Мексики.